# Jinji, Chongqing
Jinji (kinesiska: 金鸡) är en köping i sydvästra Kina. Den ligger i Zhong härad i storstadsområdet Chongqing, omkring 150 kilometer nordost om det centrala stadsdistriktet Yuzhong. Antalet invånare är 17 411. Befolkningen består av 8 493 kvinnor och 8 918 män. Barn under 15 år utgör 20,0 %, vuxna 15-64 år 61 %, och äldre över 65 år 17,0 %.